# Апокриф Книги Бытия

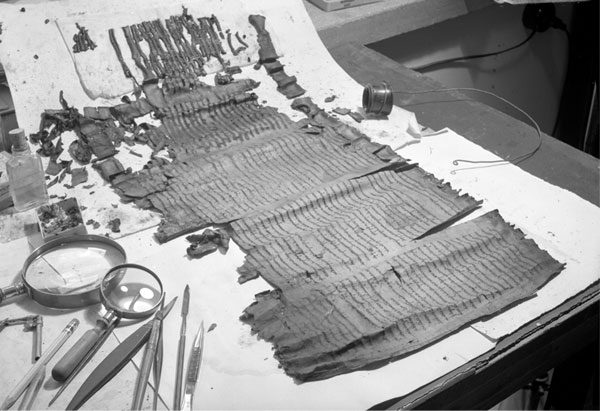
Таблицы 18—22 после раскрытия свитка.

Апокриф Книги Бытия (1 Q Gen. Ap.; англ. Genesis Apocryphon) — одна из первых рукописей мёртвого моря из обнаруженных в 1947 г. в первой пещере Кумрана. Рукопись написана на арамейском языке, и была датирована Нахманом Авигадом 50 г. до н. э. — 70 г. н. э. (радиоуглеродный анализ дал результаты в диапазоне 73 г. до н. э. — 14 г. н. э.). Датировка времени создания самого сочинения затруднена, исследователи склоны к мнению, что апокриф создавался не позднее II в. до н. э. Свиток сначала оказался в у митрополита Афанасия, а в 1954 г. рукопись приобрел профессор Игаэль Ядин.

## Описание
У рукописи не хватает начала и конца. Сохранившаяся часть рукописи состоит из четырёх кусков, сшитых вместе сухожилиями. Три шва, которые скрепляют эти четыре полотнища кожи, сохранились полностью. Существует также четвёртый шов, который связывал с рукописью следующий, до сих пор не обнаруженный кусок кожи.

## Содержание
Содержание рукописи тесно связано с первыми главами кн. Бытия, так как в соответствии с их порядком излагаются эпизоды из жизни первых патриархов. В сущности перед нами свободный пересказ отдельных историй из кн. Бытия с добавлением целого ряда новых деталей.
В содержании можно выделить три главных темы: первая тема, повествующая о чудесном рождении Ноя, связана с библейскими персонажами: Ламехом, отцом Ноя, Мафусаилом, отцом Ламеха, и Енохом, дедом Ламеха (об этом рассказывают остатки I таблицы, II таблицы и фрагменты таблиц III и V). Вторая большая тема — это повествование о событиях из жизни Ноя. Как можно заключить из остатков таблиц VI, VII, X, XII, XVI—XVII, речь в них шла о потопе, о завете Ноя с Богом, о разделе земель между наследниками Ноя. Значительно лучше сохранившиеся таблицы XIX—XXII посвящены третьей теме — истории патриарха Авраама.

## Особенности текста
Способ письма, по замечанию Ядина, тот же самый, что и в других кумранских рукописях. Строки написаны под прочерченными линиями. Почерк писца ясный, пропущенные буквы встречаются редко. Писец сам исправлял свои ошибки: пропущенную букву он ставил над словом, к которому эта буква относилась; лишнюю букву, согласно общепринятой в рукописях системе, он обозначал точкой над ней. Расстояние между словами существует, хотя иногда одно слово набегает на другое. Разделения между предложениями нет, но главы друг от друга отделяются различными способами. Если глава кончается в середине строки, следующая глава обычно начинается в начале следующей строки, иногда она начинается с отступом на новой строке, а временами даже на той же самой строке, на которой кончается предыдущая глава, с небольшим расстоянием между ними.